# Жглино
Жглино́ — деревня в Ретюнском сельском поселении Лужского района Ленинградской области.

## История

### До XIX века
Впервые упоминается в писцовых книгах Шелонской пятины 1498 года, как деревня Жилино в Дремяцком погосте Новгородского уезда.

### XIX — начало XX века
Деревня Жглино и при ней постоялый двор, обозначены на карте Санкт-Петербургской губернии Ф. Ф. Шуберта 1834 года.

ЖГЛИНО — деревня принадлежит инженер генерал-майору Михайле Сакеру, число жителей по ревизии: 68 м. п., 72 ж. п.

При ней казённый деревянный на каменном фундаменте Телеграф именуемый Жглинский под № 23 (1838 год)

В 1840-х годах, близ деревни действовала башня оптического телеграфа Санкт-Петербург — Варшава.
Деревня Жглино из 21 двора отмечена на карте профессора С. С. Куторги 1852 года.

ЖАЛИНО — деревня господина Сакера, по почтовому тракту, число дворов — 20, число душ — 77 м. п. (1856 год)

ЖГЛИНО — деревня, число жителей по X-ой ревизии 1857 года: 79 м. п., 81 ж. п.

ЖГЛИНО — деревня владельческая при ручье безымянном, число дворов — 28, число жителей: 7 м. п., 81 ж. п. (1862 год)

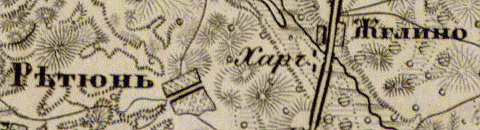
Деревня Жглино на карте 1863 года

Согласно карте из «Исторического атласа Санкт-Петербургской Губернии» 1863 года на почтовом тракте у деревни Жглино находились харчевни.
Согласно подворной описи 1882 года:

ЖГЛИНО — деревня Жглинского общества Городецкой волости
  
домов — 42, душевых наделов — 74,  семей — 33, число жителей — 96 м. п., 91 ж. п.; разряд крестьян — собственники

В XIX веке деревня административно относилась ко 2-му стану Лужского уезда Санкт-Петербургской губернии, в начале XX века — к Городецкой волости 5-го земского участка 4-го стана.

### 1917—1991 годы
С 1917 по 1927 год деревня Жглино входила в состав Жглинского (Александровского) сельсовета Городецкой волости Лужского уезда.

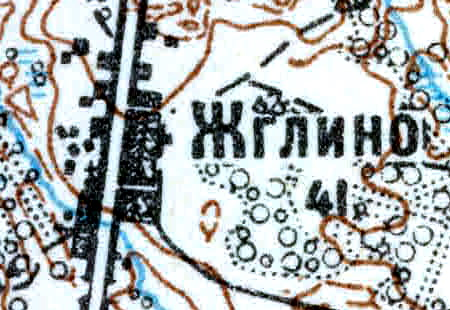
Деревня Жглино карте 1926 года

Согласно топографической карте 1926 года деревня насчитывала 41 крестьянских двор, в центре деревни находилась часовня.
С февраля 1927 года, в составе Лужской волости, а с августа того же года — в составе Жглинского сельсовета Лужского района.
С 1928 года, в составе Городецкого сельсовета. В 1928 году население деревни Жглино составляло 165 человек.
По данным 1933 года деревня называлась Жеглино и входила в состав Городецкого сельсовета Лужского района.
C 1 августа 1941 года по 31 января 1944 года деревня находилась в оккупации.
В 1958 году население деревни Жглино составляло 76 человек.
По данным 1966 года деревня Жглино входила в состав Городецкого сельсовета.
По данным 1973 года деревня Жглино входила в состав Калгановского сельсовета.
По данным 1990 года деревня Жглино входила в состав Межозёрного сельсовета.

### 1991 год — настоящее время
По данным 1997 года в деревне Жглино Межозёрной волости проживали 23 человека, в 2002 году — 16 человек (русские — 94 %).
В 2007 году в деревне Жглино Ретюнского СП вновь проживали 23 человека.

## География
Деревня расположена в южной части района на автодороге Р23 «Псков» (E 95, Санкт-Петербург — граница с Белоруссией).
Расстояние до административного центра поселения — 2 км.
Расстояние до ближайшей железнодорожной станции Луга — 19 км.
Через деревню протекает Чёрный ручей.

## Демография
| 1838 | 1862 | 1928 | 1958 | 1997 | 2007 | 2010 |
| ---- | ---- | ---- | ---- | ---- | ---- | ---- |
| 140  | ↘88  | ↗165 | ↘76  | ↘23  | →23  | ↗24  |
| 2017 |      |      |      |      |      |      |
| ↗28  |      |      |      |      |      |      |

## Улицы
Дачная, Киевское шоссе, Лесная.